# Apple Pippin
Apple Pippin è una console da tavolo sviluppata da Apple, fabbricata principalmente dalla Bandai e uscita nel 1996. Si nota per essere la prima console dotata di capacità Internet di serie. Tuttavia ebbe scarso successo e fu abbandonata nel 1998. Nel 2006 è stata collocata al 22º posto nella classifica dei 25 peggiori prodotti tecnologici di tutti i tempi, pubblicata da PCWorld.com.

## Caratteristiche

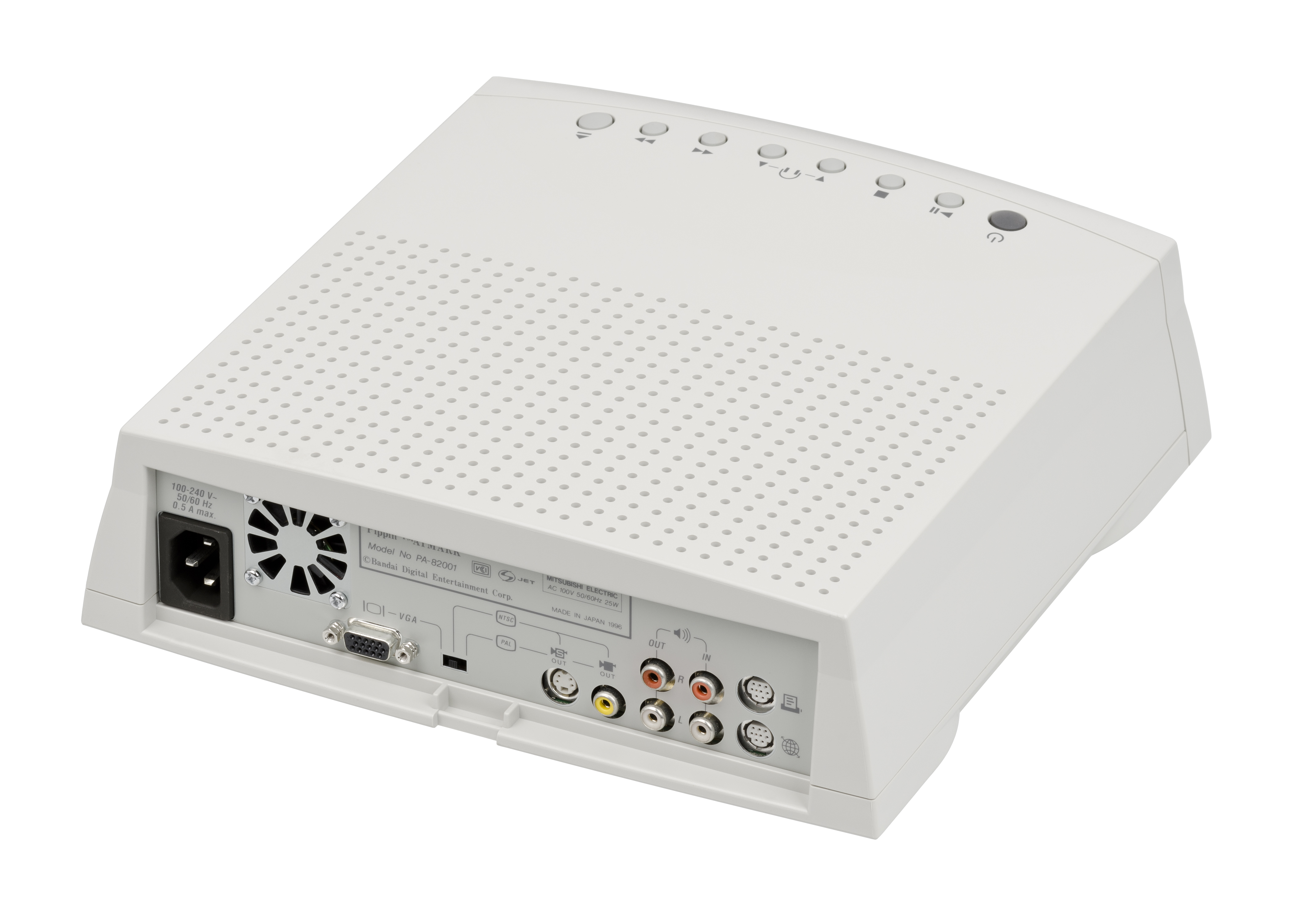
Connettori della Pippin

La tecnologia è sostanzialmente quella di un Power Macintosh di seconda generazione semplificata. Pippin è basato su un processore PowerPC 603e a 66 MHz e ha una versione modificata del sistema operativo Mac OS System 7.5.2, inclusa in ogni disco. La memoria totale, di sistema e video, è di 6 MB, il lettore CD-ROM è a velocità 4X e la grafica supporta fino a 16,7 milioni di colori. L'hardware è unico per le tutte le regioni, con alimentazione 100/240V e uscita video NTSC/PAL/VGA (per televisori o monitor) regolabili tramite interruttori. Non ci sono blocchi regionali sul software né protezioni dalla copia.
L'obiettivo della tecnologia era quello di creare un computer a basso costo dotato di capacità Internet.
I modelli della Bandai erano venduti con in dotazione un modem 14,4k e il gamepad AppleJack, dotato anche di una trackball al centro. Tra gli accessori opzionali c'era una tastiera con tavoletta grafica incorporata..
La console aveva anche delle funzioni di networking e gioco in rete basilari, basate su un network online di Bandai chiamato @WORLD, un servizio dalle funzionalità simili a quelli di servizi come PlayStation Network e Xbox Live.

## Storia
Apple non intendeva costruire la console, intendeva piuttosto cedere in licenza la realizzazione dell'hardware come fece anche la compagnia 3DO. Il primo e principale licenziatario della tecnologia Pippin fu Bandai. Il primo modello venduto fu Pippin Atmark per il mercato giapponese, di colore bianco. Uscì il 28 marzo 1996 al prezzo di 64.800 yen e vendette 16 000 unità nel primo mese. Il modello statunitense, chiamato Pippin @World e venduto a 599$, era di colore nero ed ebbe ancor meno successo, tanto che molte console invendute vennero riconvertite in Atmark per il Giappone. Su meno di 100 000 Pippin prodotte dalla Bandai, ne furono vendute solo 42 000. 
In Europa la licenza di produzione fu acquisita dalla compagnia irlandese Katz Media, che lanciò il modello Pippin KMP 2000, prodotto soltanto in 5000 unità. Non era infatti rivolta al pubblico, ma la Katz la proponeva alle aziende per fornire accesso Internet ai loro clienti o impiegati.
Quando Steve Jobs tornò a capo della Apple nel 1997, il Pippin fu uno dei primi progetti a essere soppresso.
Sebbene la Apple lo intendesse più come un computer per Internet, veniva percepito dal pubblico come una console da giochi, e in questo campo c'erano già delle concorrenti inarrivabili (Nintendo 64, PlayStation e Sega Saturn). Inoltre il Pippin era costoso, comparando ad esempio i suoi 599$ con i 199$ ai quali era recentemente sceso il Saturn. Anche i prezzi dei computer stavano crollando, per cui neppure come computer a basso costo aveva molta attrattiva. Un ultimo tentativo di pubblicizzare il Pippin come un set-top box rimase praticamente ignorato. Anche la limitata quantità di software disponibile fu un difetto, infatti il principale produttore di software era la stessa Bandai, e in pratica mancò una killer application.
La console Pippin fu anche molto sfortunata perché si trovò a combattere con la prima generazione di console esplicitamente pensate per la grafica tridimensionale e la sua scheda grafica non era in grado di competere con i chip custom sviluppati dalla Sony, Sega o Nintendo. Venne abbandonata dopo poco tempo dato lo scarso interesse del pubblico: la produzione cessò nel 1998.

## Videogiochi
Furono pubblicati meno di 80 giochi in Giappone e meno di 20 in Nordamerica, non contando quelli inclusi con la console.
La maggior parte erano editi dalla Bandai, che spesso sfruttò i personaggi di saghe di sua proprietà, come Gundam e Dragon Ball Z. Molti titoli erano incentrati sulla multimedialità, come i giochi full motion video Terror T.R.A.X. e Gundam 0079: The War for Earth o le avventure Gadget, L-Zone e Victorian Park. Non mancarono giochi strategici come Nobunaga's Ambition Returns e un po' di giochi da tavolo. Uscirono pochi giochi d'azione ad alto numero di poligoni, genere che allora andava per la maggiore, tra cui Racing Days (poco riuscito concorrente di Ridge Racer) e Shockwave Assault. Tra il software non ludico, titoli multimediali come Exotic Sushi trovarono ampia diffusione, ma per poco. Principalmente uscì edutainment in abbondanza, e anche un poco di software di produttività.
Secondo la rivista Retro Gamer, tra i migliori giochi per Pippin ci sono Super Marathon (raccolta di conversioni di Marathon e Marathon 2: Durandal), Tunin'Glue (gioco musicale, primo prodotto della NanaOn-Sha, poi creatrice di PaRappa the Rapper) e The Journeyman Project: Pegasus Prime.